# فرودگاه پایک کانتی، کنتاکی
 فرودگاه پایک کانتی، کنتاکی (به انگلیسی: Pike County Airport (Kentucky)) (به زبان بومی: Hatcher Field) یک فرودگاه همگانی بهره‌برداری هوایی است که یک باند فرود آسفالت دارد و طول باند آن ۱۶۳۱ متر است. این فرودگاه در کشور ایالات متحده آمریکا قرار دارد و در ارتفاع ۴۴۹ متری از سطح دریا واقع شده است.